# Makuchova lávka
Makuchova lávka je mostek pro pěší a cyklisty přes potok Botič v Praze 10 Vršovicích. Nachází se asi 100 metrů jižně od mostu ve Vršovické ulici. Propojuje ulice Ukrajinská a Přípotoční u křížení s ulicí K Botiči. Stavba trvala tři měsíce, lávka byla otevřena 18. prosince 2017. Cena nového mostu činila sedm milionů Kč.

## Jméno
Lávka byla otevřena jako bezejmenná. Na podnět Úřadu vlády České republiky rozhodla 17. května 2018 Rada hlavního města Prahy o pojmenování Makuchova lávka na počest Vasyla Makucha, který se v listopadu 1968 v Kyjevě sebeupálil na protest proti sovětské okupaci Československa. Při výběru jména hrálo roli i to, že lávka navazuje na Ukrajinskou ulici, a název tak souvisí s lokalitou.

## Popis
Most je dlouhý 24 m a 3 až 5 m široký. Výška lávky nad hladinou Botiče je 4,8 m a stavební výška činí 80 cm. Nosnou konstrukci tvoří čtyři ocelové nosníky, které jsou spřaženy železobetonovou konstrukcí. Po obou stranách mostovky je ve výšce 1,3 m umístěno ocelové zábradlí. Protiskluzový povrch mostovky tvoří izolaci. Upraven je také terén v okolí lávky. Břehy pod mostem jsou zpevněny kamennou dlažbou uloženou do betonu. Přístupové komunikace jsou provedeny v zámkové dlažbě, uložené do štěrkového lože. Dlažba je na určených místech opatřena varovnými naváděcími prvky pro nevidomé.